# 莫赫納奇 (丘胡伊夫區)
49°44′23″N 36°31′30″E / 49.73972°N 36.52500°E

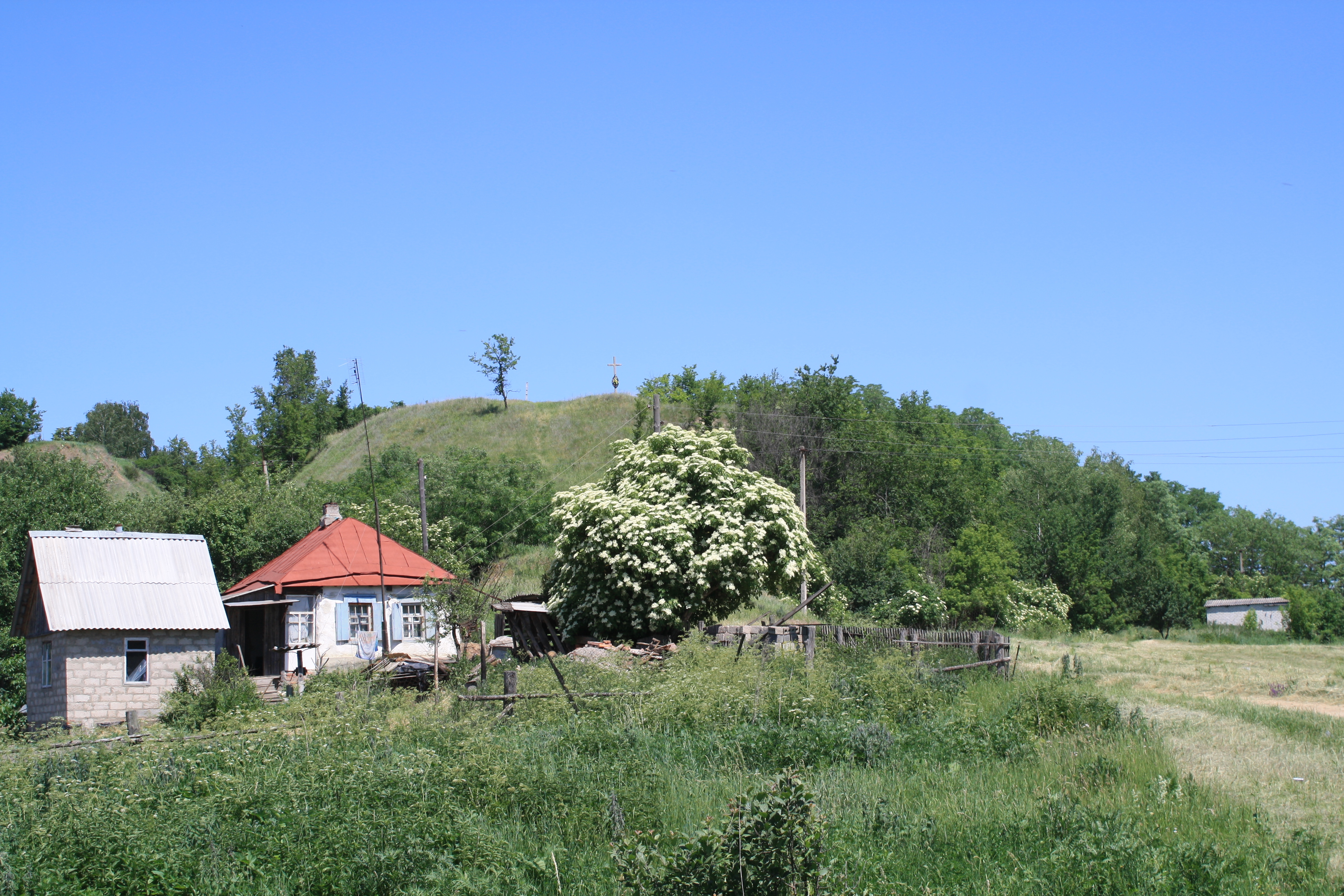

莫赫納奇（烏克蘭語：Мохнач）是位於烏克蘭東部的村莊，由哈爾科夫州丘胡伊夫区的斯洛博然斯凱市鎮負責管轄。該村始建於1630年，面積0.84平方公里，海拔高度148米，2001年人口231，人口密度每平方公里274人。